# 946 Poesia
Poesia (asteroide 946) é um asteroide da cintura principal com um diâmetro de 43,75 quilómetros, a 2,6743142 UA. Possui uma excentricidade de 0,1421294 e um período orbital de 2 010,38 dias (5,51 anos).
Poesia tem uma velocidade orbital média de 16,86931414 km/s e uma inclinação de 1,43284º.
Este asteroide foi descoberto em 11 de Fevereiro de 1921 por Max Wolf.